# Hoher Berg (Döbern)
Der Hohe Berg ist mit 183,7 m ü. NHN die höchste Erhebung vom Muskauer Faltenbogen, einem Bestandteil des Lausitzer Grenzwalls in Brandenburg.

## Lage und Umgebung
Der überwiegend mit Wald bedeckte Berg liegt nur etwa einen Kilometer westlich vom Ortskern von Döbern und recht zentral im Westteil des Muskauer Faltenbogens. An seinen nördlichen Ausläufern entspringt die Malxe. Zum größten Teil auf dem Stadtgebiet von Döbern gelegen, befindet sich an den südlichen Hängen der Ortsteil Friedrichshain der Gemeinde Felixsee, deren Gebiet im Südwesten ebenfalls bis an den Berg heranreicht. Im Nordwesten grenzt Groß Kölzig an, ein Ortsteil der Gemeinde Neiße-Malxetal.
Seit 1968 ist der Berg fast vollständig umschlossen vom 1769 Hektar großen Landschaftsschutzgebiet Wald- und Restseengebiet Döbern. Im Südosten reicht das FFH-Gebiet und Naturschutzgebiet Faltenbogen südlich Döbern bis an die Ausläufer heran.
Die Bergkuppe ist ein militärischer Sicherheitsbereich der Bundeswehr und für die Öffentlichkeit unzugänglich, da sich dort eine RRP 117-Radaranlage befindet. Der dort vorhandene Radarturm ist 45 Meter hoch und weithin sichtbar.

## Geschichte
Mitte der dreißiger Jahre wurde am Hohen Berg eine Platzanlage für den Segelflug betrieben. Die Ortsgruppe Döbern des Deutschen Luftsportverbandes zählte damals etwa 200 Mitglieder.
Am 24. August 1994 hat die Bundeswehr den auf der Bergkuppe neu errichteten Radarturm übernommen.